# Exoterm reakció
A termokémiában exoterm reakciónak nevezzük a hőfelszabadulással járó kémiai reakciókat. Az exoterm reakció az exergonikus reakciónak egy speciális típusa, azaz itt a felszabaduló energia hőenergia.
A szó a görög ekszó (έξω = kinn) és thermosz (θερμός = meleg) összetételéből származik.
Az exoterm reakciók során hőleadás történik, és ezáltal a környezet felmelegszik. A hőenergia tehát a rendszerből a környezet felé áramlik. 
A rendszer belső energiájának egy része hővé alakul. A felszabadult hőmennyiséget feltüntethetjük pozitív előjellel a reakciótermékek között:  Q>0 . A hőleadás során  a rendszer egy alacsonyabb, stabilabb energiaállapotba kerül, tehát az entalpiaváltozás: ΔH<0. 
Exoterm reakció például a legtöbb égés (oxidáció). 
Például az alkánok égése:
{\displaystyle \mathrm {2\ C_{n}H_{2n+2}(s,l,g)+(3n-1)\ O_{2}(g)\rightarrow 2n\ CO_{2}(g)+(n+1)\ H_{2}O(g)-Q} } (ΔH < 0)
A reakció során képződő hőt negatív előjellel kell jelölni, mivel a rendszer energiát veszít.
Az ezzel ellentétes folyamat az endoterm reakció.